# 朱世節
朱世節（？—？），字貞甫，號二泉，南直隶蘇州府昆山縣人。明朝政治人物、進士出身。

## 生平
二月二十一日生。万历十三年（1585年）乙酉科應天鄉試舉人，十七年（1589年）己丑科二甲四十二名進士，工部觀政，七月告病。二十一年授官工部主事，卒于官。

## 家族
曾祖朱栻，御史。祖父朱缨。父朱秉禧，生员。